# Densetsu no Yūsha no Densetsu
Densetsu no Yūsha no Densetsu (яп. 伝説の勇者の伝説) — серія ранобе Катаї Кагамі, ілюстратора Саорі Тойоти, опублікована видавництвом Fujimi Shobo у журналі Dragon Magazine з 25 лютого 2002 р. по 25 жовтня 2006-го і має 11 томів. Його продовження, Dai Densetsu no Yūsha no Densetsu (яп. 大伝説の勇者の伝説, укр. Велика легенда про легендарних героїв), публікується з 25 жовтня 2007 р. і налічує 11 томів. Серія також має 2 спін-оффи, Toriaezu Densetsu no Yūsha no Densetsu (яп. とりあえず伝説の勇者の伝説, укр. Легенда про легендарних героїв у будь-якому випадку), збірка оповідань, яка побачила світ 20 грудня 2002 — 20 червня 2007 р. і нараховує 11 томів та Ochita Kuroi Yūsha no Densetsu (яп. 堕ちた黒い勇者の伝説, укр. Легенда про Чорного полеглого героя), публікувалося 25 грудня 2007 — 25 вересня 2009 р. у 6-ти томах.
24-серійне аніме, зпродюсоване студією Zexcs, прем'єра якого відбулася 1 липня 2010-го, ліцензоване Kadokawa в Японії і Funimation Entertainment у Північній Америці.

## Сюжет
Колись світ розривали на частини війни демонів, але легендарні герої, які опанували могутньою магією, змогли вигнати їх і відвоювати землю для людей. Останні почали воювати між собою, заснувавши безліч країн. Наймогутнішою державою вважається Імперія Роланд, що розкинулася на півдні континенту. Але і вона сильно постраждала від недавньої сутички з сусідами, в якій полягли правитель і цвіт лицарства. Новим імператором обраний герой війни, молодий дворянин Сіон Астал, який опирається на товаришів по Імперській Академії, де готують найкращих воїнів-магів. Сіон взяв на себе тяжкий хрест влади, знаючи, що не він виграв війну, ось тільки найкращого друга й істинного творця перемоги до трону не можна підпускати.
Найкращого друга звати Райнер Лют, він володіє Альфа Стигмою — стародавнім даром розпізнати, копіювати і відтворювати будь-яку магію — і йому в житті взагалі нічого не потрібно. За наказом нового короля Райнер відправляється на пошук артефактів Легендарних Героїв разом з прекрасною мечницею Ферріс.

## Персонажі

### Основні
- Райнер Лют (яп. ライナリュート)

Центральний чоловічий персонаж з темно-каштановим розпатланим волоссям і карими очима. Найбільш вражаючі риси його характеру — лінь і небажання напружуватися. Найкращим проведенням часу вважає сон, багато в чому за це спасибі його вчителю по імені Жерме, яка не щадила юного мага і ганяла його в хвіст і в гриву. З тих пір Райнер за наявності вільних хвилин постійно дрімав, з часом це перетворилося з необхідності в звичку.
Райнер від народження — талановитий маг навіть без урахування його головної зброї (за сумісництвом прокляття) — Альфа Стигми. Альфа Стигма з усіх п'яти типів «проклятих очей» є найсильнішою, що дозволяє швидко аналізувати будь-яку магію, запам'ятовувати її на все життя і використовувати. Власника Альфа Стигми можна дізнатися за символічною пентаграмою в очах. Завдяки їй Лют, подорожуючи по світу, розпізнав і вивчив безліч чужорідної магії, тому вважається найсильнішим магом Імперії Роланд — так його назвали після того, як він у тринадцять років переміг мага, який носив цей титул. Лют єдиний, хто не позбувся психічного здоров'я після втрати контролю над Альфа Стигмою. Власників Альфа Стигми часто уникають, називаючи їх «чудовиськами», тому Райнер намагався цуратися людей. Не вважали його монстром лише Сіон, Ферріс і Кіфа, за що він був їм дуже вдячний. У житті Райнером часто захоплювалися дівчата, але кохати когось він собі не дозволяв, оскільки його перша любов пожертвувала собою, щоб врятувати. Відкинувши Кіфу і Мілк, він, тим не менше, знайшов свою другу половинку в особі Ферріс, до якої відчуває нескінченно сильне почуття і з якою створив міцний зв'язок.
Райнера вважають сиротою (насправді це не так). Через контракт із демоном на ім'я «Богиня» він забув своє справжнє ім'я — Ферун Лютол — і своїх батьків. Дитинство він провів у притулку, спеціальному загоні Роланда під номером 307. Прикриваючись турботою про сиріт, творці притулку проводили на вихованцях військові та медичні експерименти. У цьому ж притулку була і Мілк до того, як її продали дворянам. Перед цим вона взяла з Райнера обіцянку одружитися з нею (про що він забув). Потім загін розформували, Райнер вступив до військово-магічної Академії Роланда. Вже до того часу він прославився під прізвиськом «Темноволосий Диявол», тому приховав від усіх володіння Альфа Стигмою. Його запам'ятали як апатичного і неуспішного учня. Зрештою Сіон Астал, учень цієї ж Академії, здогадався про те, хто такий Райнер Лют, і використав це, щоб шантажувати Райнера і змусити його примкнути до його загону. Незабаром склад Академії послали на війну. Вижили лише Райнер, Сіон і Кіфа. Побоюючись за життя друзів, Райнер втратив контроль над Альфа Стигмою і перебив весь ворожий загін. Цей вчинок приписали Сіону, оголосивши його героєм, Райнер ж сів у в'язницю замість Кіфи, ворожого шпигуна, і провів в ув'язненні два роки. Весь цей час він писав доповідь на тему «Як створити королівство післяобіднього сну». Основною концепцією доповіді була ідея про державу без війн. Цього можна досягти за допомогою артефактів Легендарних Героїв. Сіон, до того часу вже король, прочув про доповідь і, випустивши Райнера з в'язниці, наказав у терміновому порядку відправлятися на пошук артефактів, в напарниці йому дав Ферріс.
Райнер є половиною реінкарнації легендарного володаря демонів на ім'я «Самотній». Батька Райнера звуть Люрал, мати — Ілуна.
- Ферріс Еріс (яп. フェリス エリス)

Довговолоса блондинка неймовірної краси з блакитними очима. Ферріс вважає, що її краса коштує цілого світу, вона самовдоволена, розумна, дуже уїдлива. Незважаючи на визнання в тому, що Райнер міг би з легкістю її перемогти, ніколи не втомлюється його виховувати (найчастіше мечем, приставленим до горла Люта). Вважає Райнера злісним збоченцем, постійно підколює його і навідріз відмовляється змінювати свою точку зору. Сходить з розуму по данго, готова їсти їх кілограмами.
Дівчина походить з родини Еріс, старовинної шляхетської родини мечників, що служила поколінням королів, де практикувався інцест для збереження чистоти крові. Ферріс мала вийти заміж за свого брата Люсіля, але з'ясувалося, що вона та її молодша сестра Іріс для продовження роду не годяться. Дівчатка могли б бути вбиті своїми батьками у віці 14 років, але тих вбив сам Люсіль, щоб захистити сестер. Люсіль любить Ферріс (не братською любов'ю), але погрожує вбити, якщо вона не виконає його наказ. Наказом було охороняти Сіона Астала, що Ферріс і виконує в міру сил. Вона неймовірно вправна в битвах на мечах, нелюдськи швидка, спритна, її рухи незвичайні. Через кілька років Сіон знайомить її з Райнером і відправляє на пошуки артефактів. Сіон, який сподівався, що з Райнером Ферріс стане більш емоційною, не прогадав: мечниця починає відчувати почуття до власника Альфа Стигми, спочатку примиряючись з ним, потім допомагаючи в бою. У підсумку вона закохується в Райнера. В одній сутичці Лют постраждав так, що дівчина подумала, що він мертвий. Розридавшись, вона кинулася на його ворога, мріючи лише про помсту і не піклуючись про себе, що до зустрічі з Райнером було їй властиве.

## Медіа

### Ранобе

#### The Legend of the Legendary Heroes
| №  | Дата виходу    | ISBN                   |
| -- | -------------- | ---------------------- |
| 01 | 20 лютого 2002 | ISBN 978-4-8291-1410-0 |
| 02 | 20 липня 2002  | ISBN 978-4-8291-1439-1 |
| 03 | 20 травня 2003 | ISBN 978-4-8291-1518-3 |
| 04 | 18 жовтня 2003 | ISBN 978-4-8291-1564-0 |
| 05 | 20 квітня 2004 | ISBN 978-4-8291-1606-7 |
| 06 | 20 серпня 2004 | ISBN 978-4-8291-1640-1 |
| 07 | 20 жовтня 2004 | ISBN 978-4-8291-1661-6 |
| 08 | 20 червня 2005 | ISBN 978-4-8291-1729-3 |
| 09 | 20 жовтня 2005 | ISBN 978-4-8291-1768-2 |
| 10 | 20 серпня 2006 | ISBN 978-4-8291-1817-7 |
| 11 | 20 жовтня 2006 | ISBN 978-4-8291-1870-2 |

#### The Great Legend of the Legendary Heroes
| №  | Дата виходу       | ISBN                   |
| -- | ----------------- | ---------------------- |
| 01 | 20 жовтня 2007    | ISBN 978-4-8291-1966-2 |
| 02 | 20 листопада 2007 | ISBN 978-4-8291-1981-5 |
| 03 | 20 травня 2008    | ISBN 978-4-8291-3292-0 |
| 04 | 20 вересня 2008   | ISBN 978-4-8291-3327-9 |
| 05 | 20 лютого 2009    | ISBN 978-4-8291-3376-7 |
| 06 | 20 серпня 2009    | ISBN 978-4-8291-3429-0 |
| 07 | 20 січня 2010     | ISBN 978-4-8291-3479-5 |
| 08 | 19 червня 2010    | ISBN 978-4-8291-3530-3 |
| 09 | 18 грудня 2010    | ISBN 978-4-8291-3594-5 |
| 10 | 20 травня 2011    | ISBN 978-4-8291-3638-6 |

#### The Legend of the Legendary Heroes Anyway
| №  | Дата виходу     | ISBN                   |
| -- | --------------- | ---------------------- |
| 01 | 20 грудня 2002  | ISBN 978-4-8291-1483-4 |
| 02 | 20 червня 2003  | ISBN 978-4-8291-1530-5 |
| 03 | 20 грудня 2003  | ISBN 978-4-8291-1576-3 |
| 04 | 19 червня 2004  | ISBN 978-4-8291-1625-8 |
| 05 | 18 грудня 2004  | ISBN 978-4-8291-1676-0 |
| 06 | 20 серпня 2005  | ISBN 978-4-8291-1746-0 |
| 07 | 19 березня 2006 | ISBN 978-4-8291-1809-2 |
| 08 | 19 серпня 2006  | ISBN 978-4-8291-1854-2 |
| 09 | 20 січня 2007   | ISBN 978-4-8291-1890-0 |
| 10 | 20 березня 2007 | ISBN 978-4-8291-1913-6 |
| 11 | 20 липня 2007   | ISBN 978-4-8291-1939-6 |

#### The Legend of the Black Fallen Hero
| №  | Дата виходу     | ISBN                   |
| -- | --------------- | ---------------------- |
| 01 | 20 грудня 2007  | ISBN 978-4-8291-1989-1 |
| 02 | 19 березня 2008 | ISBN 978-4-8291-3271-5 |
| 03 | 20 грудня 2008  | ISBN 978-4-8291-3360-6 |
| 04 | 20 квітня 2009  | ISBN 978-4-8291-3393-4 |
| 05 | 20 жовтня 2009  | ISBN 978-4-8291-3452-8 |
| 06 | 18 вересня 2010 | ISBN 978-4-8291-3563-1 |